# Anne's Song
Anne's Song è un singolo del 1988 del gruppo musicale statunitense Faith No More, estratto dal loro secondo album in studio Introduce Yourself (1987). Il brano, scritto dai membri Billy Gould e Roddy Bottum, descrive una ragazza da loro conosciuta a New York e le di lei conoscenze personali. Il singolo fu prodotto da Matt Wallace e Steve Berlin e pubblicato da Slash Records.
La canzone Anne's Song uscì come singolo nel 1988, accompagnata da un video musicale diretto da Tamra Davis, dove compaiono la ragazza menzionata nel titolo e perfino il cantante e chitarrista dei Metallica, James Hetfield.

## Produzione
Anne's Song fu registrata nel 1986 durante le sessioni di registrazione dell'album Introduce Yourself, allo Studio D di Sausalito, California. Uno dei produttori del brano, Matt Wallace, aveva già aiutato il gruppo nella registrazione del primo album in studio We Care a Lot (1985), e in quella del singolo Quiet in Heaven/Song of Liberty. Nella realizzazione del nuovo album fu aiutato in sede di registrazione dal più esperto Berlin, ex membro dei Los Lobos.
La canzone fu scritta dai membri Billy Gould e Roddy Bottum e presenta un assolo di chitarra di Jim Martin, inusuale per la formazione. Ne esisteva già una versione primitiva, la cui rifinitura richiese molti mesi. La ragazza del titolo è l'amica storica del gruppo Anne D'Angillo, la cui residenza a Manhattan fu usata dai membri durante la pausa di un loro tour nazionale; gli altri personaggi menzionati nel brano sono amici reali della D'Angillo, apparsa anche nel video musicale.

## Pubblicazione ed accoglienza
Anne's Song e il relativo video musicale furono pubblicati nell'aprile del 1988, in un singolo registrato sia in sette che in dodici pollici. Il video fu incluso anche nella raccolta di video del 1999 Who Cares a Lot? The Greatest Videos, mentre la canzone originale fu esclusa dalla lista tracce della raccolta Who Cares a Lot? The Greatest Hits.
Il recensore di AllMusic Greg Prato considerò la canzone una "hit mancata", elogiandone soprattutto le linee di melodia e basso. L'autore del giornale The Guardian Jeremy Allen incluse Anne's Song nella sua lista del 2014 delle dieci migliori canzoni dei Faith No More, e sostenne che il brano era "un preannuncio quasi perfetto delle tendenze musicali degli anni novanta". In una recensione retrospettiva la rivista Louder Sound giudicò in modo positivo sia la struttura della canzone che la prova vocale ironica dell'ex cantante Chuck Mosley. Sul giornale The Quietus Jamie Thomson sostenne che la canzone meritava di essere ascoltata almeno un paio di volte, per capire a lungo andare "l'angoscia e l'incertezza del suo periodo", ed elogiò anche il "malumore" del cantante.

## Tracce
1. Anne's Song – 4:46 (Gould, Bottum)
2. Greed – 3:50 (Gould, Mosley)

## Formazione
- Chuck Mosley - voce
- Jim Martin - chitarra
- Billy Gould - basso
- Roddy Bottum - tastiera
- Mike Bordin - batteria